# Marcel Mathis
Marcel Mathis, né le 24 décembre 1991 à Hohenems (Autriche), est un skieur alpin autrichien spécialiste des épreuves de slalom géant.

## Biographie
Mathis fait ses débuts en Coupe du monde en fin de saison 2010 à l'occasion du slalom géant de Kranjska Gora. Le 18 décembre 2011, il marque ses premiers points en coupe du monde en terminant 27e du géant d'Alta Badia. Au cours de la saison 2012, ses résultats progressent constamment et il décroche son premier podium en signant la troisième place à Bansko le 18 février 2012. Un mois plus tard, il monte une nouvelle fois sur le podium lors du slalom géant des Finales de la Coupe du monde disputées à Schladming. Il termine quinzième du classement de la spécialité.
Aux Championnats du monde 2013, il est 13e du slalom géant et fait partie en tant que remplaçant de l'équipe autrichienne championne du monde.
Après des résultats insuffisants, il décide de se retirer du sport en 2018.

## Palmarès

### Championnats du monde
| Épreuve / Édition | Schladming 2013 |
| Slalom géant      | 13e             |
| Par équipes       | Or              |

### Coupe du monde
- Meilleur classement général : 54e en 2012.
- 2 podiums.

#### Différents classements en Coupe du monde
| Année/Classement | Année/Classement | Général | Général | Descente | Descente | Slalom | Slalom | Slalom géant | Slalom géant | Super G | Super G | Combiné | Combiné |
| ---------------- | ---------------- | ------- | ------- | -------- | -------- | ------ | ------ | ------------ | ------------ | ------- | ------- | ------- | ------- |
| Année/Classement | Année/Classement | Class.  | Points  | Class.   | Points   | Class. | Points | Class.       | Points       | Class.  | Points  | Class.  | Points  |
| 2012             | 2012             | 54e     | 166     | -        | -        | -      | -      | 15e          | 166          | -       | -       | -       | -       |
| 2013             | 2013             | 57e     | 121     | -        | -        | -      | -      | 18e          | 121          | -       | -       | -       | -       |
| 2014             | 2014             | 94e     | 38      | -        | -        | -      | -      | 28e          | 38           | -       | -       | -       | -       |
| 2017             | 2017             | 158e    | 3       | -        | -        | -      | -      | 55e          | 3            | -       | -       | -       | -       |
| 2018             | 2018             | 151e    | 4       | -        | -        | -      | -      | 55e          | 4            | -       | -       | -       | -       |

### Championnats du monde junior
| Épreuve / Édition | Mont-Blanc 2010 | Crans-Montana 2011 |
| Slalom géant      | 8e              | 5e                 |
| Slalom            | Abandon         |                    |

### Coupe d'Europe
- 2 victoires (en slalom géant).